# Dicranomyia (Dicranomyia) inhabilis
Dicranomyia (Dicranomyia) inhabilis is een tweevleugelige uit de familie steltmuggen (Limoniidae). De soort komt voor in het Nearctisch gebied.